# Ndong Mboula
Pour les articles homonymes, voir Mboula.
Ndong Mboula, né le 1er janvier 1955, est un musicien gabonais originaire du Woleu-Ntem. Il est considéré comme l’un des doyens de la musique gabonaise notamment grâce à son titre Etouk Nzom, sorti en 2006,, ou plus récemment en 2020 avec Elone 2.0,.

## Biographie
Ndong Mboula est né en 1955 au nord du Gabon.
Son morceau Etouk Nzom fut un véritable tube dans les années 2006-2008, ce qui le positionnera comme un des meilleurs artistes du pays.
En 2007, il sort le titre Moïse.
Après plusieurs années d’absence dans la musique mais plusieurs concerts dans sa ville natale, il revient en collaboration avec Ndoman pour le morceau Elone 2.0 qui fut un hit avec notamment plus d’1 million de vues sur YouTube.
Il a a son actif 4 albums et 2 Balafon Music Awards.
Il à notamment fortement influencé le musicien Sima Mboula.

## Discographie
- Etouk Nzom (2007)
- Monsieur le Roi (2020)[9]

## Vie privée
En 2022, il est selon les dires victimes[pas clair] d’empoisonnement mais s’en sort avec quelques séquelles.